# Nicolai Jørgensen
Nicolai Mick Jørgensen, född 15 januari 1991 i Ballerup, är en dansk fotbollsspelare som spelar för Danmarks fotbollslandslag.

## Karriär
Den 31 januari 2022 blev Jørgensen klar för en återkomst i FC Köpenhamn, där han skrev på ett halvårskontrakt.

## Meriter

### Klubb
FC Köpenhamn
- Superligaen: 2012/2013
- Danska cupen: 2014/2015